# Canton de Bourbon-Lancy
Le canton de Bourbon-Lancy est un ancien canton français situé dans le département de Saône-et-Loire et la région Bourgogne-Franche-Comté.

## Géographie
Ce canton était organisé autour de Bourbon-Lancy dans l'arrondissement de Charolles. Son altitude variait de 196 m (Cronat) à 466 m (Mont) pour une altitude moyenne de 246 m.

## Histoire
De 1833 à 1842, les cantons  de Bourbon-Lancy et de Gueugnon avaient le même conseiller général. Le nombre de conseillers généraux était limité à 30 par département.

## Représentation

### Conseillers d'arrondissement (de 1833 à 1940)
| Période                                  | Période      | Identité                             | Étiquette           | Qualité |
| ---------------------------------------- | ------------ | ------------------------------------ | ------------------- | --- |
| 1833                                     | 1848         | André Denis Grangier (1773-1859)     | Constitutionnel     | Juge de paix à Bourbon-Lancy                                                                                |
| 1848                                     | 1852         | Auguste Robert (1811-1872)           |                     | Médecin à Bourbon-Lancy                                                                                     |
| 1852                                     | 1865 (décès) | François Goyard-Malherbe (1787-1865) | Candidat recommandé | Propriétaire, maire de Saint-Aubin-sur-Loire                                                                |
|                                          |              |                                      |                     | |
| 1870                                     | 1871         | Jacques Joseph Goyard (1809-1882)    |                     | Avocat, suppléant du juge de paix, maire de Saint-Aubin-sur-Loire                                           |
| 1871                                     | 1880         | Christophe Delonchamp                | Républicain         | Notaire à Bourbon-Lancy                                                                                     |
| 1880                                     | 1892         | Jean-Louis Bertucat                  | Républicain         | Maire de Lesme, nommé percepteur à Marcilly-lès-Buxy en 1892                                                |
| 1892                                     | 1919         | Émile Métenier                       | Républicain radical | Agriculteur à Cronat, suppléant du juge de paix, Président du Conseil de l'Arrondissement de Charolles      |
| 1919                                     | 1937         | M. Raynaud                           | Radical             | Président du Conseil de l'arrondissement de Charolles                                                       |
| 1937                                     | 1940         | M. Journet                           | SFIO                | Ouvrier métallurgiste, syndicaliste, Bourbon-Lancy                                                          |
| 1940                                     |              |                                      |                     | Les conseils d'arrondissement ont été suspendus par la loi du 12 octobre 1940 et n'ont jamais été réactivés |
| Les données manquantes sont à compléter. |              |                                      |                     | |

### Conseillers généraux de 1833 à 2015
| Période | Période      | Identité                                 | Étiquette    | Qualité |
| ------- | ------------ | ---------------------------------------- | ------------ | --- |
| 1833    | 1842         | Jean Louis Pinot                         |              | Notaire, maire de Bourbon-Lancy |
| 1842    | 1848         | André Antoine Frédéric Delonchamp        |              | Propriétaire, banquier et avocat à Bourbon-Lancy                                                                                              |
| 1848    | 1852         | Jules Jean-Baptiste Claude Apert         |              | Banquier et propriétaire à Bourbon-Lancy |
| 1852    | 1855         | André Antoine Frédéric Delonchamp        |              | Propriétaire et avocat à Bourbon-Lancy |
| 1855    | 1870         | Louis Pinot (1820-1873) (fils d'A.Pinot) |              | Médecin, maire de Bourbon-Lancy |
| 1870    | 1871         | Albert Huet                              | Centre droit | Avocat, maire de Perrigny Député au Corps législatif (1869-1870)                                                                              |
| 1871    | 1915 (décès) | Ferdinand Sarrien                        | Rad.         | Avocat Député (1876-1908) Sénateur (1909-1915) Ministre (1885 à 1898) Président du Conseil (mars à octobre 1906) Président du Conseil Général |
| 1915    | 1919         | siège vacant                             |              | |
| 1919    | 1935 (décès) | Émile Chopin                             | Rad.         | Négociant en vins Sénateur (1925-1935) Maire de Vitry-sur-Loire (1909-1935)                                                                   |
| 1935    | 1940         | Henry Turlier                            | Rad.         | Directeur commercial d'une entreprise de machines agricoles Maire de Bourbon-Lancy Sénateur (1935-1944)                                       |
|         |              |                                          |              | |
| 1945    | 1949         | Marc Goutheraut                          | SFIO         | Brasseur Maire de Bourbon-Lancy (1959-1977)                                                                                                   |
| 1949    | 1976         | Albert Husson                            | Rad.         | Maire de Vitry-sur-Loire (1935-1941 et 1945-1964)                                                                                             |
| 1976    | 1994         | Roger Luquet                             | PS           | Directeur du Centre départemental de formation professionnelle agricole Maire de Bourbon-Lancy (1977-2001) Suppléant du député Paul Duraffour |
| 1994    | 2008         | Jacques Mitaine                          | PS puis MRC  | Journaliste à Bourbon-Lancy |
| 2008    | 2015         | Jean-Paul Drapier                        | PS           | Professeur, maire de Bourbon-Lancy (2001-2014) Suppléant du député Jacques Rebillard                                                          |

## Composition
Le canton de Bourbon-Lancy regroupait 10 communes et comptait 9 082 habitants (recensement de 1999 sans doubles comptes).
| Communes              | Population (2012) | Code postal | Code Insee |
| --------------------- | ----------------- | ----------- | ---------- |
| Bourbon-Lancy         | 5 634             | 71140       | 71047      |
| Chalmoux              | 777               | 71140       | 71075      |
| Cronat                | 556               | 71140       | 71155      |
| Gilly-sur-Loire       | 538               | 71160       | 71220      |
| Lesme                 | 164               | 71140       | 71255      |
| Maltat                | 306               | 71140       | 71273      |
| Mont                  | 194               | 71140       | 71301      |
| Perrigny-sur-Loire    | 130               | 71160       | 71348      |
| Saint-Aubin-sur-Loire | 323               | 71140       | 71389      |
| Vitry-sur-Loire       | 460               | 71140       | 71589      |

## Démographie
| 1962   | 1968   | 1975   | 1982   | 1990  | 1999  | 2007  |
| ------ | ------ | ------ | ------ | ----- | ----- | ----- |
| 10 510 | 10 946 | 10 876 | 10 385 | 9 841 | 9 082 | 8 740 |